# Dánská fotbalová reprezentace
Dánská fotbalová reprezentace reprezentuje Dánsko na mezinárodních fotbalových akcích, jako je mistrovství světa, nebo Evropy.
Největšího úspěchu na významném mezinárodním turnaji dosáhla v roce 1992, kdy jako náhradník za diskvalifikovanou Jugoslávii vyhrála Mistrovství Evropy.

## Získané trofeje
- Mistrovství Evropy (1×)

1992
- Konfederační pohár FIFA (1×)

1995

## Mistrovství světa
Seznam zápasů dánské fotbalové reprezentace na MS
| Rok    | Účast                                           | Soupisky |
| ------ | ----------------------------------------------- | -------- |
| 1930   | Ne                                              | ----     |
| 1934   | Ne                                              | ----     |
| 1938   | Ne                                              | ----     |
| 1950   | Ne                                              | ----     |
| 1954   | Ne                                              | ----     |
| 1958   | Nepostoupili z kvalifikace                      | ----     |
| 1962   | Nepostoupili z kvalifikace                      | ----     |
| 1966   | Nepostoupili z kvalifikace                      | ----     |
| 1970   | Nepostoupili z kvalifikace                      | ----     |
| 1974   | Nepostoupili z kvalifikace                      | ----     |
| 1978   | Nepostoupili z kvalifikace                      | ----     |
| 1982   | Nepostoupili z kvalifikace                      | ----     |
| 1986   | Vyřazeni v osmifinále Španělskem                | Soupiska |
| 1990   | Nepostoupili z kvalifikace                      | ----     |
| 1994   | Nepostoupili z kvalifikace                      | ----     |
| 1998   | Vyřazeni ve čtvrtfinále Brazílií                | Soupiska |
| 2002   | Vyřazeni v osmifinále Anglií                    | Soupiska |
| 2006   | Nepostoupili z kvalifikace                      | ----     |
| 2010   | nepostoupili ze skupiny                         | Soupiska |
| 2014   | Nepostoupili z kvalifikace                      | ----     |
| 2018   | Vyřazeni v osmifinále Chorvatskem               | Soupiska |
| 2022   | nepostoupili ze skupiny                         | Soupiska |
| Celkem | Účast − 6× Zlato − 0×, Stříbro − 0×, Bronz − 0× |          |

## Mistrovství Evropy
Seznam zápasů dánské fotbalové reprezentace na Mistrovství Evropy
| Rok    | Účast                                            | Soupisky |
| ------ | ------------------------------------------------ | -------- |
| 1960   | Nepostoupili z kvalifikace                       | ----     |
| 1964   | Prohra v zápase o bronz s Maďarskem              | Soupiska |
| 1968   | Nepostoupili z kvalifikace                       | ----     |
| 1972   | Nepostoupili z kvalifikace                       | ----     |
| 1976   | Nepostoupili z kvalifikace                       | ----     |
| 1980   | Nepostoupili z kvalifikace                       | ----     |
| 1984   | Bronzová medaile                                 | Soupiska |
| 1988   | nepostoupili ze skupiny                          | Soupiska |
| 1992   | Zlatá medaile                                    | Soupiska |
| 1996   | nepostoupili ze skupiny                          | Soupiska |
| 2000   | nepostoupili ze skupiny                          | Soupiska |
| 2004   | Vyřazeni ve čtvrtfinále Českem                   | Soupiska |
| 2008   | Nepostoupili z kvalifikace                       | ----     |
| 2012   | nepostoupili ze skupiny                          | Soupiska |
| 2016   | Nepostoupili z baráže                            | ----     |
| 2020   | Bronzová medaile                                 | Soupiska |
| 2024   | Vyřazeni v osmifinále Německem                   | Soupiska |
| Celkem | Účast − 10× Zlato − 1×, Stříbro − 0×, Bronz − 2x |          |

## Hráči s největším počtem reprezentačních startů
Zdroj:, stav k 17. listopadu 2015, aktivní hráči tučně
| Pořadí | Jméno             | Starty |
| ------ | ----------------- | ------ |
| 1.     | Peter Schmeichel  | 129    |
| 2.     | Dennis Rommedahl  | 126    |
| 3.     | Jon Dahl Tomasson | 112    |
| 4.     | Thomas Helveg     | 108    |
| 5.     | Michael Laudrup   | 104    |
| 6.     | Martin Jørgensen  | 102    |
|        | Morten Olsen      | 102    |
| 8.     | Thomas Sørensen   | 101    |
| 9.     | Christian Poulsen | 92     |
| 10.    | John Sivebæk      | 87     |

## Nejlepší reprezentační střelci
Zdroj:, stav k 17. listopadu 2015, aktivní hráči tučně
| Pořadí | Jméno                | Góly |
| ------ | -------------------- | ---- |
| 1.     | Poul Nielsen         | 52   |
|        | Jon Dahl Tomasson    | 52   |
| 3.     | Pauli Jørgensen      | 44   |
| 4.     | Ole Madsen           | 42   |
| 5.     | Preben Elkjær Larsen | 38   |
| 6.     | Michael Laudrup      | 37   |
| 7.     | Nicklas Bendtner     | 29   |
|        | Henning Enoksen      | 29   |
| 9.     | Michael Rohde        | 22   |
|        | Ebbe Sand            | 22   |

## Další slavní reprezentanti
- Brian Laudrup
- Flemming Povlsen
- Allan Simonsen
- Lars Olsen
- Jesper Grønkjær
- Kim Vilfort
- Per Røntved
- Lars Jacobsen